# حسين كفازوفيتش
حسين كفازوفيتش رئيس العلماء والمفتي العام في البوسنة والهرسك

## حياته الشخصية
ولد الشيخ حسين كفازوفيتش في 3 من يوليو سنة 1964 في قرية يلوفتشا (بلدية غراداتشاتس)، لأب اسمه حسن وأم اسمها صائمة.

## تعليمه
- حصّل تعليمه الأساسي في مسقط رأسه
- التحق بمدرسة الغازي خسروبك الثانوية الإسلامية في سراييفو وتخرج منها سنة 1983.
- درس في كلية الشريعة بجامعة الأزهر في الفترة من 1985 إلى 1990.
- حصل على درجة الماجستير في الفقه من كلية الدراسات الإسلامية في سراييفو.

## مناصبه
- عمل إماما وخطيبا ومعلما في عدة مساجد في مدينتي سربرينيك وغراداتشاتس.
- شغل منصب مفتي توزلا في الفترة من 1992 إلى 2012.
- تم انتخابه عضوا في المجلس التشريعي للمشيخة الإسلامية في البوسنة والهرسك قبل اندلاع الحرب العدوانية على البوسنة والهرسك.
- انتُخب عضوا في رئاسة المشيخة الإسلامية في البوسنة والهرسك في جميع الفترات.
- انتخب عضوا في مجلس الفتوى في المشيخة الإسلامية في البوسنة والهرسك.
- شغل لعدة فترات منصب رئيس اللجنة المدرسية في مدرسة بهرم بك الإسلامية في توزلا.
- شارك مشاركة فعالة في تجديد وبناء أكثر من سبعين مسجدا في منطقتي وادي نهر درينا ووادي نهر سافا.
- عضوا ورئيسا لمجموعة العمل الاستشارية لتحديد المكونات عند وضع المخططات والوثائق لمشروع مجمّع النصب التذكاري بوتوشاري – سريبرينيتسا.

## أعماله
- له أعمال علمية منشورة في الصحف والمجلات التي تصدرها المشيخة الإسلامية في البوسنة والهرسك
- شارك في عمل هيئات ومجالس التحرير لبعض تلك الصحف والمجلات.
- له إسهام كبير في إحياء دار إفتاء توزلا ومدرسة بهرم بك وعملهما، وفي إدخال مادة التربية الدينية في المدارس الابتدائية والثانوية، وفي إعادة إصدار صحيفة «حكمت».
- ساهم، بما يتمتع من صلاحيات، في إنشاء مبنى مكتبة بهرم بك الإسلامية في توزلا.
- أحد المؤسسين لمركز إعادة تأهيل المدمنين على المخدرات في سمولوتشا بالقرب من لوكافاتس، وهي أول مؤسسة لإعادة تأهيل المدمنين تابعة للمشيخة الإسلامية في البوسنة والهرسك. وعمل سويا مع مساعديه وزملائه على تأسيس وتطوير مكتب شهادات منتجات الحلال في المشيخة الإسلامية في البوسنة والهرسك.
- عمل بقوة على إيواء السكان المهجّرين والنازحين من شرق البوسنة إبان العدوان على البوسنة، كما ساهم في إعادة البنية التحتية للمشيخة الإسلامية في البوسنة والهرسك وإعادة المسلمين إلى القرى والمدن التي طردوا منها.
- قام بالتعاون مع جمعية المسلمين الخيرية «مرحمت» بالتشجيع على جمع لحوم الأضاحي لصالح مطبخ «الإمارة» الشعبي في توزلا.
- قدم دعما قويا لجمعية المسلمات «سمية» في عملها وإصدارها لمجلتها، وكذلك للجمعيات الأخرى في توزلا ومنطقة وادي نهر درينا.
- أطلق مشروع معهد توزلا الصيفي الذي ينفذ بالتعاون بين جامعة كورنيل بالولايات المتحدة الأمريكية ومدرسة بهرم بك الإسلامية.
- أطلق الدورة التدريبية لمدرسي اللغة الإنكليزية، والتي يتم تنفيذها بالتعاون بين كل من: سفارة الولايات المتحدة الأمريكية في سراييفو، ووزارة التعليم والعلوم والثقافة والرياضة في إقليم توزلا، ومدرسة بهرم بك الإسلامية، والمعهد التربوي في إقليم توزلا.
- شارك في العديد من المؤتمرات الإسلامية الدولية واللقاءات العلمية في إسطنبول ومكة المكرمة والقاهرة وطهران والكويت وجاكرتا، وفي الملتقيات العلمية في البوسنة والهرسك.